# Olle Strandell
Sven Olle Strandell, född 23 september 1999 i Leksand, är en svensk professionell ishockeyspelare som spelar för Leksands IF i SHL. Han inledde karriären med moderklubben Leksands IF och spelade också juniorishockey för Västerås IK. Strandell inledde seniorkarriären med att spela två säsonger för Borlänge HF i Hockeyettan, innan han 2021 lämnade klubben för att spela två säsonger med Mora IK i Hockeyallsvenskan. 2023 gjorde han SHL-debut för HV71 och säsongen 2024/25 spelade han både för Södertälje SK i Hockeyallsvenskan och Linköping HC i SHL.

## Karriär

### 2014–2023: Början av karriären
Strandell inledde sin ishockeykarriär med moderklubben Leksands IF. Säsongen 2014/15 tog han ett SM-brons med Leksands U16-lag. Efter att ha spelat för klubben fram till 16-års ålder, lämnade han den för spel i Västerås IK:s juniorverksamhet. Han tillbringade tre säsonger med Västerås innan han återvände till Leksand inför säsongen 2018/19, där han utsågs till J20-lagets lagkapten.
Den 17 maj 2019 bekräftades det att Strandell skrivit ett avtal med Borlänge HF i Hockeyettan. Borlänge vann Hockeyettans Norra division och placerade sig därefter som lag två i Allettan Norra. Strandell stod för 14 poäng, varav ett mål, på 39 grundseriematcher. I det följande kvalspelet till Kvalserien till Hockeyallsvenskan slogs Borlänge ut omgående av Visby/Roma HK med 2–1 i matcher. Den 6 april 2020 bekräftades det att Strandell förlängt sitt avtal med Borlänge med ytterligare en säsong. Laget kvalificerade sig åter för spel i Allettan Norra, efter att ha slutat på fjärde plats i Hockeyettan Västra. Laget var det sista att ta sig till det efterföljande play off-spelet; där föll man i två raka matcher mot Nybro Vikings IF.
Den 6 maj 2021 stod det klart att Strandell förlängt sitt kontrakt med Borlänge med ytterligare ett år. Inför säsongen 2021/22 utsågs Strandell till assisterande lagkapten för Borlänge HF. Han spelade sju matcher för laget (två mål, fyra assist) innan han i oktober 2021 lånades ut till Mora IK i Hockeyallsvenskan. Den 22 oktober samma år gjorde han debut i ligan i en match mot AIK. Efter två matcher med Mora bekräftade klubben den 28 oktober att man skrivit ett avtal med Strandell för återstoden av säsongen. I sin fjärde match för Mora noterades han för sitt första mål i Hockeyallsvenskan, på Jesper Eliasson, i en 1–5-seger mot Almtuna IS. Mora slutade på sjunde plats i grundserien och på 42 grundseriematcher stod Strandell för två mål. I det följande slutspelet slog man ut Tingsryds AIF med 2–1 i matcher, innan man själva slogs ut av BIK Karlskoga i kvartsfinalserien med 4–1 i matcher. Strandell spelade sex av dessa matcher och noterades för en assistpoäng.
I slutet av grundserien säsongen 2021/22 bekräftade Mora IK att Strandell förlängt sitt avtal med klubben med ytterligare två säsonger. Under denna säsong var han Mora IK:s poängmässigt bästa back och gjorde sin dittills poängmässigt bästa säsong som seniorspelare. Han slutade på åttonde plats i backarnas poängliga och stod för 28 poäng (6 mål, 22 assis), på 51 grundseriematcher. Mora slutade på tredje plats i Hockeyallsvenskan och tog sig till semifinal i slutspelet, efter att ha slagit ut Södertälje SK med 4–2 i kvartsfinalserien. I semifinalen föll man i fyra raka matcher mot Modo Hockey. På nio slutspelsmatcher stod Strandell för en assistpoäng.

### Från 2023: Spel i SHL
Den 18 april 2023 bekräftades det att Strandell brutit sitt avtal med Mora då han skrivit ett tvåårsavtal med HV71 i SHL. Han gjorde SHL-debut den 14 september samma år, i en match mot Linköping HC. Han noterades dock endast för tolv matcher denna säsong då den spolierades av en axelskada. Efter att ha stått utanför laget i inledningen av säsongen 2024/25 meddelades det den 30 september 2024 att Strandell lånats ut till Södertälje SK i Hockeyallsvenskan. Låneavtalet sträckte sig över fem matcher, där Strandell noterades för en assistpoäng. Den 17 oktober 2024 stod det klart att HV71 och Strandell kommit överens om att bryta avtalet. Dagen därpå stod det klart att han skrivit ett korttidskontrakt med seriekonkurrenten Linköping HC. I slutet av samma månad, den 29 oktober, noterades Strandell för sitt första SHL-mål, på Lassi Lehtinen, i en 3–4-seger mot Modo Hockey. Den 1 november 2024 bekräftades det att Strandell skrivit ett avtal för återstoden av säsongen med Linköping. Han missade avslutningen av grundserien sedan han ådragit sig en armskada. På 38 matcher noterades han för ett mål och tre assistpoäng.
Den 17 april 2025 stod det klart att Strandell skrivit ett ettårsavtal med Leksands IF.

## Statistik
| 2019–20                  | Borlänge HF              | Div. 1                   | 39 | 1 | 13 | 14 | 16 | 3  | 0 | 1 | 1 | 6 |
| 2020–21                  | Borlänge HF              | Div. 1                   | 39 | 3 | 6  | 9  | 14 | 2  | 0 | 0 | 0 | 0 |
| 2021–22                  | Borlänge HF              | Div. 1                   | 7  | 2 | 4  | 6  | 29 | —  | — | — | — | — |
| 2021–22                  | Mora IK                  | HA                       | 42 | 2 | 0  | 2  | 8  | 6  | 0 | 1 | 1 | 2 |
| 2022–23                  | Mora IK                  | HA                       | 51 | 6 | 22 | 28 | 14 | 9  | 0 | 1 | 1 | 2 |
| 2023–24                  | HV71                     | SHL                      | 12 | 0 | 0  | 0  | 2  | —  | — | — | — | — |
| 2024–25                  | Södertälje SK            | HA                       | 5  | 0 | 1  | 1  | 2  | —  | — | — | — | — |
| 2024–25                  | Linköping HC             | SHL                      | 38 | 1 | 3  | 4  | 8  | —  | — | — | — | — |
| Hockeyallsvenskan totalt | Hockeyallsvenskan totalt | Hockeyallsvenskan totalt | 98 | 8 | 23 | 31 | 24 | 15 | 0 | 2 | 2 | 4 |
| Div. 1 totalt            | Div. 1 totalt            | Div. 1 totalt            | 85 | 6 | 23 | 29 | 59 | 5  | 0 | 1 | 1 | 6 |
| SHL totalt               | SHL totalt               | SHL totalt               | 50 | 1 | 3  | 4  | 10 | —  | — | — | — | — |